# Cynisca ivoirensis
Cynisca ivoirensis — вид плазунів з родини амфісбенових (Amphisbaenidae). Ендемік Кот-д'Івуару. Описаний у 2014 році.

## Поширення і екологія
Cynisca ivoirensis відомі з типової місцевості, розташованої в центральному Кот-д'Івуарі.